# Lifetime (Spina - Benignetti Piano Duo)
Lifetime è il secondo album in studio del gruppo musicale italiano Spina - Benignetti Piano Duo, pubblicato il 2 febbraio 2018 dalla casa discografica Sheva Collection.

## Tracce
1. Suite op. 28 "Souvenirs" Waltz – 3:53 (musica: Samuel Barber)
2. Suite op. 28 "Souvenirs" Schottische – 2:18 (musica: Samuel Barber)
3. Suite op. 28 "Souvenirs" Pas de Deux – 3:20 (musica: Samuel Barber)
4. Suite op.28 "Souvenirs" Two-Step – 1:42 (musica: Samuel Barber)
5. Suite op. 28 "Souvenirs" Hesitation Tango – 3:34 (musica: Samuel Barber)
6. Suite op. 28 "Souvenirs" Galop – 2:16 (musica: Samuel Barber)
7. Fantasia K608 in fa minore – 9:03 (musica: Wolfgang Amadeus Mozart)
8. Fantaisie-Tableaux op. 5 Barcarolle – 8:23 (musica: Sergei Rachmaninov)
9. Fantaisie-Tableaux op. 5 "La nuit...l'amour" – 6:01 (musica: Sergei Rachmaninov)
10. Fantaisie-Tableaux op. 5 Les Larmes – 6:13 (musica: Sergei Rachmaninov)
11. Fantaisie-Tableaux op. 5 Pâques – 2:28 (musica: Sergei Rachmaninov)